# Законодательное собрание Тонги
Законодательное собрание (англ. Legislative Assembly, тонг. Fale Alea) — однопалатный парламент Тонги.
Было создано в 1862 году королём Джорджем Тупоу I и первоначально собиралось раз в четыре года. По замыслу Джорджа Тупоу I, состояло из всех носителей аристократических титулов и равного числа депутатов от населения, а также губернаторов отдалённых островов и министров, назначаемых монархом. Число депутатов колебалось, но в 1914 году было сокращено до девяти депутатов от аристократов и девяти депутатов от простого народа, в то время как губернаторы и министры были исключены из состава парламента. Кроме того, парламент отныне заседал ежегодно (в промежутках между заседаниями законодательная функция принадлежала Тайному совету — собранию министров под председательством короля, которое обладало полномочиями издавать декреты, имеющие законодательную силу до момента их утверждения — или отклонения — парламентом). Тем не менее, даже после предоставления независимости в 1970 году полномочия парламента были ограничены, и он не влиял на назначение премьер-министра и министров.
В 2010 году по конституционной реформе Законодательное собрание было существенно преобразовано, его полномочия расширены, а число выборных членов увеличено. С 2010 года Законодательное собрание состоит из 26 депутатов, избираемых на четырёхлетний срок. Из них 17 депутатов избираются всенародно (частично по многомандатным, частично по одномандатным округам) по системе единого непереходного голоса. 9 депутатов избираются из своего состава носителями 33 аристократических титулов. Кроме того, Законодательно собрание вносит на утверждение короля кандидатуры своего председателя и премьер-министра, которые должны быть его депутатами от любой из двух категорий. При этом премьер-министр должен получить одобрение большинства всех членов Законодательного собрания, а председатель Законодательного собрания — одобрение большинства всенародно избранных депутатов.